# Charlestown, Rhode Island

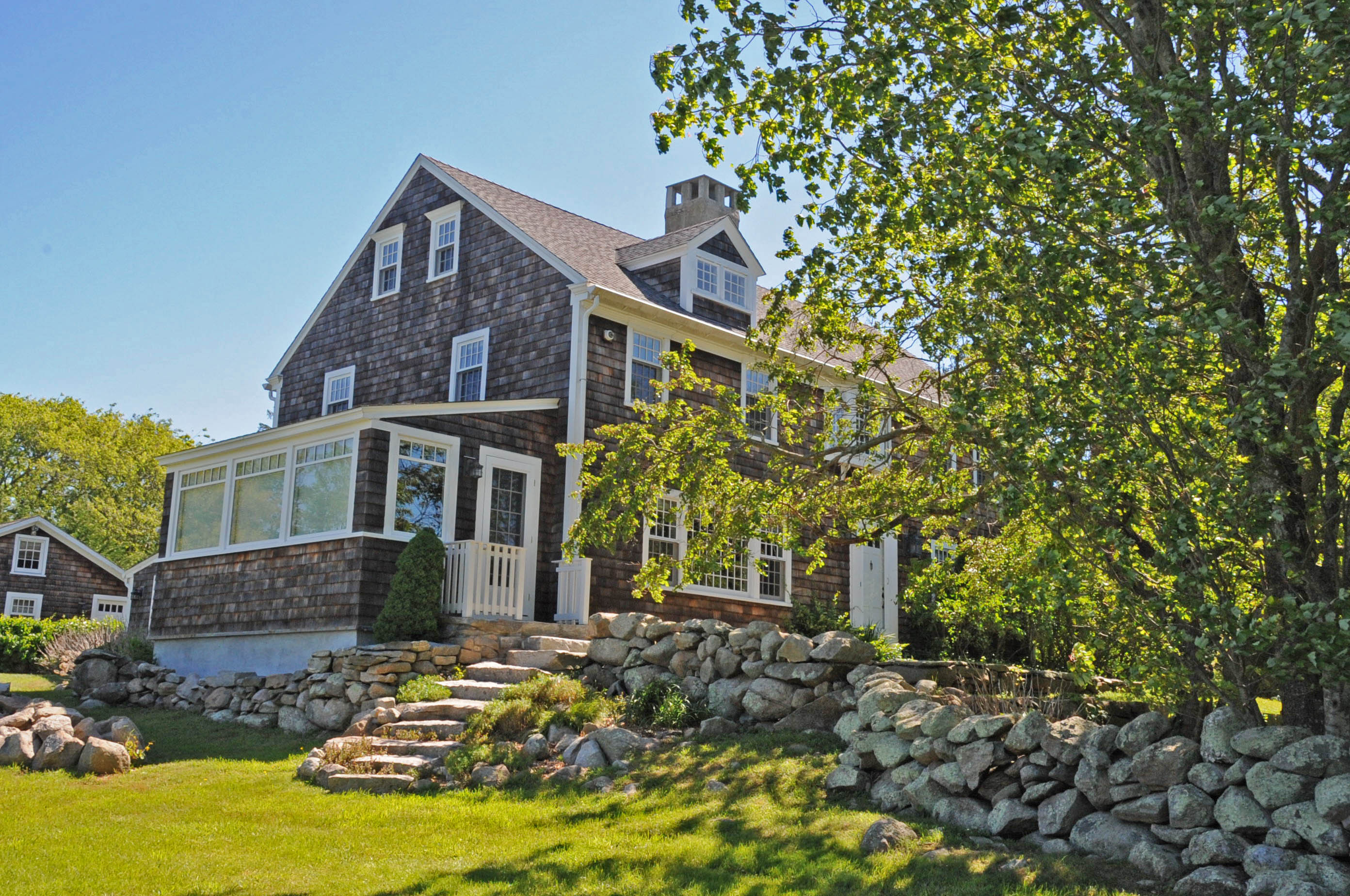
Babcock House i Charlestown, Rhode Island.

Charlestown, kommun (town) i Washington County, Rhode Island, USA med cirka 7 859 invånare (2000).  Den har enligt United States Census Bureau en area på 153,6 km².